# Gamba

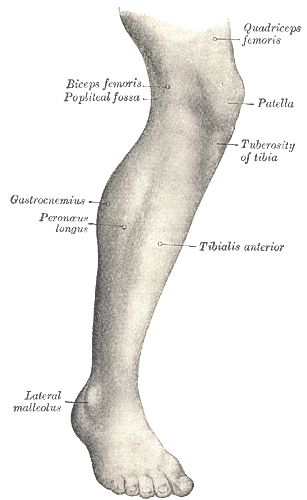
Veduta laterale di una gamba destra

La gamba è la regione anatomica del corpo umano rappresentata dal segmento dell'arto inferiore che va dal ginocchio alla caviglia. 
Nel linguaggio comune il termine è utilizzato come metonimia per indicare l'arto inferiore umano nella sua interezza e gli arti degli altri animali.

## Strutture ossee
L'osso più voluminoso e importante della gamba è la tibia, situato in posizione mediale. La sua faccia antero-mediale non dà inserzioni a legamenti o muscoli, per cui è facilmente palpabile: si tratta del cosiddetto stinco. La tibia è anche facilmente reperibile a livello della sua epifisi prossimale, impegnata nell'articolazione del ginocchio, in cui accoglie i condili del femore, ma anche nella regione della caviglia, specialmente per quanto riguarda il malleolo mediale.
La fibula è il secondo osso della gamba: più sottile e corta, non partecipa all'articolazione del ginocchio, ma solo a quella della caviglia, dove la sua epifisi distale, il malleolo laterale, sporge visibilmente.
Le due ossa presentano due articolazioni tibio-fibulari: una prossimale, diartrosi (artrodia), e una distale, sinartrosi (sindesmosi). In mezzo sono unite da una robusta membrana interossea tesa fra margine laterale della tibia e margine mediale della fibula. Analogamente se ne trova una nell'avambraccio, per quanto alle ossa crurali non siano consentiti movimenti di prono-supinazione.

## Strutture muscolari
Le strutture muscolari sono racchiuse nella fascia crurale, continuazione distale della fascia lata. Nei pressi della caviglia compaiono i retinacoli che, assicurando i tendini in profondità, ottimizzano la funzione della muscolatura crurale, in quanto la quasi totalità di questa è riferita al piede nella sua azione contrattile (muscolatura estrinseca del piede). A muovere la gamba, infatti, è principalmente la muscolatura della coscia: l'unica eccezione è rappresentata dal muscolo popliteo, intrarotatore della gamba flessa, posto nella loggia posteriore profonda, anche se spesso lo si considera appartenente alla regione anatomica del ginocchio.
La muscolatura della gamba è divisa in tre logge dai setti intermuscolari continui alla fascia crurale, nonché dalla membrana interossea che partecipa alla sindesmosi fra tibia e fibula.
- Loggia anteriore, che contiene quattro muscoli attivi nell'estensione delle dita e nella flessione (dorsale) del piede;
- Loggia laterale o dei peronei, deboli estensori specializzati piuttosto nel movimento di eversione o pronazione del piede stesso;
- Loggia posteriore, la più voluminosa ed evidente, la cui zona superficiale costituisce il cosiddetto polpaccio. Il tricipite della sura è il muscolo più rappresentativo di quest'area, un flessore plantare del piede diviso in tre capi: i due gemelli, più esterni (che operano anche la flessione della gamba), ed il soleo, capo più interno e profondo. Un setto trasversale profondo separa questa zona da un insieme di muscoli più profondi, attivi nella flessione delle dita.